# Пропорційний закон регулювання

Пропорційний закон регулювання або (П) закон регулювання — реалізуються регуляторами в системах автоматичного регулювання.
Автоматичні регулятори, що реалізовують даний закон, ще називають регуляторами з жорстким зворотним зв'язком, або статичними.
Рівняння П-регулятора і передавальна функція мають вигляд:
μ = kp Δ
W(p) = kp
де μ — вплив регулятора на регулюючий орган (РО) за допомогою виконавчого механізму (ВМ); Δ — сигнал розузгодження, виділений на елементі порівняння (ЕП).
Коефіцієнт передачі регулятора (кр) чисельно рівний переміщенню регулюючого органу, яке здійснює регулятор при відхиленні вихідної величини на одиницю її вимірювання.
Перехідна функція П-регулятора і типовий перехідний процес показані на рис. 1.